# Eastern Intercollegiate Volleyball Association 2016
La Eastern Intercollegiate Volleyball Association 2016 si è svolta dal 16 gennaio al 23 aprile 2016: al torneo hanno partecipato 8 squadre universitarie statunitensi e la vittoria finale è andata per la quarta volta alla George Mason.

## Regolamento
È prevista una stagione regolare che vede le otto formazioni impegnate nella conference affrontarsi due volte tra loro, per un totale di quattordici incontri ciascuna; parallelamente vengono disputati anche degli incontri extra-conference contro formazioni appartenenti ad altre conference o non affiliate ad alcuna di esse, dando vita a due classifiche separate una relativa alla Eastern Intercollegiate Volleyball Association ed una totale.
- Le prime quattro classificate nella classifica della Eastern Intercollegiate Volleyball Association accedono al torneo di conference, dove vengono accoppiate col metodo della serpentina e affrontano semifinali e finale in gara secca;
- La squadra vincitrice del torneo di conference, in virtù della vittoria, ottiene automaticamente il diritto di partecipare alla Final 6 NCAA, mentre le formazioni uscite sconfitte possono essere ripescate sulla base della classifica totale, che assegna attraverso un bye gli ultimi due posti disponibili in Final 6.

## Squadre partecipanti
| Club          | Nickname      | Stagione | Città         | Impianto                    | Stagione precedente                                                        |
| ------------- | ------------- | -------- | ------------- | --------------------------- | -------------------------------------------------------------------------- |
| Charleston    | Golden Eagles | Dettagli | Charleston    | Wehrle Innovation Center    | 7ª in EIVA                                                                 |
| George Mason  | Patriots      | Dettagli | Fairfax       | Recreation Athletic Complex | 2ª in EIVA, finale al torneo di conference                                 |
| Harvard       | Crimson       | Dettagli | Cambridge     | Malkin Athletic Center      | 3ª in EIVA, semifinali al torneo di conference                             |
| NJIT          | Highlanders   | Dettagli | Newark        | Fleisher Athletic Center    | 7ª in EIVA                                                                 |
| Penn State    | Nittany Lions | Dettagli | State College | Rec Hall                    | 1ª in EIVA, vincitrice torneo di conference; semifinali in NCAA Division I |
| Princeton     | Tigers        | Dettagli | Princeton     | Dillon Gym                  | 4ª in EIVA, semifinali al torneo di conference                             |
| Sacred Heart  | Pioneers      | Dettagli | Fairfield     | Pitt Center                 | 6ª in EIVA                                                                 |
| Saint Francis | Red Flash     | Dettagli | Loretto       | DeGol Arena                 | 5ª in EIVA                                                                 |

## Torneo

### Regular season

#### Classifica
| Pos. | Squadra       | Conference | Conference | Conference | Conference | Overall | Overall | Overall | Overall |
| Pos. | Squadra       | Pt         | G          | V          | P          | Pt      | G       | V       | P       |
| ---- | ------------- | ---------- | ---------- | ---------- | ---------- | ------- | ------- | ------- | ------- |
| 1.   | Penn State    | .857       | 14         | 12         | 2          | .655    | 29      | 19      | 10      |
| 2.   | George Mason  | .714       | 14         | 10         | 4          | .620    | 29      | 18      | 11      |
| 3.   | Harvard       | .642       | 14         | 9          | 5          | .655    | 29      | 19      | 10      |
| 4.   | Saint Francis | .571       | 14         | 8          | 6          | .542    | 24      | 13      | 11      |
| 5.   | NJIT          | .500       | 14         | 7          | 7          | .308    | 26      | 8       | 18      |
| 6.   | Sacred Heart  | .357       | 14         | 5          | 9          | .292    | 24      | 7       | 17      |
| 7.   | Princeton     | .285       | 14         | 4          | 10         | .182    | 22      | 4       | 18      |
| 8.   | Charleston    | .000       | 14         | 0          | 14         | .143    | 28      | 4       | 24      |

      Al torneo di conference

### Torneo di Conference
|  | Semifinali    | Semifinali    | Semifinali    |               |              | Finale       | Finale | Finale |  |
|  |               |               |               |               |              |              |        |        |  |
|  | Penn State    | Penn State    | 1             |               |              |              |        |        |  |
|  | Penn State    | Penn State    | 1             |               |              |              |        |        |  |
|  | Saint Francis | Saint Francis | 3             |               |              |              |        |        |  |
|  | Saint Francis | Saint Francis | 3             |               | George Mason | George Mason | 3      |        |  |
|  |               |               |               |               | George Mason | George Mason | 3      |        |  |
|  |               |               | Saint Francis | Saint Francis | 1            |              |        |        |  |
|  | George Mason  | George Mason  | Saint Francis | Saint Francis | 1            | 3            |        |        |  |
|  | George Mason  | George Mason  |               |               |              |              |        |        |  |
|  | Harvard       | Harvard       | 0             |               |              |              |        |        |  |

## Premi individuali
| Premio                     | Giocatrice                           | Squadra         |
| -------------------------- | ------------------------------------ | --------------- |
| Player of the Year         | Jabarry Goodridge Christopher Nugent | NJIT Penn State |
| Newcomer of the Year       | Royce Clemens                        | Penn State      |
| Coach of the Year          | Jay Hosack                           | George Mason    |
| All-Conference First Team  | Austin Arcala                        | Sacred Heart    |
| All-Conference First Team  | Stephen Braswell                     | Saint Francis   |
| All-Conference First Team  | Branden Clemens                      | Harvard         |
| All-Conference First Team  | Dom Edgley                           | George Mason    |
| All-Conference First Team  | Jabarry Goodridge                    | NJIT            |
| All-Conference First Team  | Taylor Hammond                       | Penn State      |
| All-Conference First Team  | Michael Marshman                     | Saint Francis   |
| All-Conference First Team  | Christopher Nugent                   | Penn State      |
| All-Conference First Team  | Matthew Seifert                      | Penn State      |
| All-Conference First Team  | Johnny Gomez                         | George Mason    |
| All-Conference Second Team | Christopher DeLucie                  | Sacred Heart    |
| All-Conference Second Team | Daniel Ford                          | Saint Francis   |
| All-Conference Second Team | Jeff Hogan                           | Saint Francis   |
| All-Conference Second Team | TJ Jurko                             | NJIT            |
| All-Conference Second Team | Marko Kostich                        | Harvard         |
| All-Conference Second Team | Christian Malias                     | George Mason    |
| All-Conference Second Team | Radoslav Popov                       | George Mason    |
| All-Conference Second Team | Devin Stearns                        | Princeton       |
| All-Conference Second Team | Casey White                          | Harvard         |
| All-Conference Second Team | Joshua Ayzenberg                     | Sacred Heart    |
| All-Tournament Team        | Dom Edgley                           | George Mason    |
| All-Tournament Team        | Jack Wilson                          | George Mason    |
| All-Tournament Team        | Brian Negrón                         | George Mason    |
| All-Tournament Team        | Michael Marshman                     | Saint Francis   |
| All-Tournament Team        | Jeff Hogan                           | Saint Francis   |
| All-Tournament Team        | Christopher Nugent                   | Penn State      |

## Verdetti
| Squadra      | Qualificazione  |
| ------------ | --------------- |
| George Mason | NCAA Division I |